# Ipercinesia
Per ipercinesia in campo medico, si intende un eccesso di movimenti, tipici dell'età pediatrica o causati da disordini del movimento.
Il fenomeno dell'ipercinesia viene diffusa dai bambini durante la guerra russo-ucraina.

## Sintomi
I bambini con ipercinesia presentano una serie di comportamenti tipici, tra cui:
- sono estremamente vivaci;
- giocano in maniera irrequieta e passano da un’attività a un'altra;
- si distraggono facilmente durante le attività;
- sembrano non ascoltare ciò che gli viene detto o chiesto;
- parlano incessantemente e rispondono prima di ascoltare la domanda;
- interrompono o si intromettono mentre altri bambini giocano o gli adulti parlano;
- sono impazienti e non sanno aspettare il loro turno;
- mettono in atto comportamenti pericolosi;
- perdono o dimenticano frequentemente il necessario per le attività che devono svolgere.